# Clastoptera osborni
Clastoptera osborni is een halfvleugelig insect uit de familie Clastopteridae. De wetenschappelijke naam van deze soort is voor het eerst geldig gepubliceerd in 1895 door Gillette & Baker.